# The Pay-Off (film 1930)
The Pay-Off è un film del 1930 diretto e interpretato da Lowell Sherman. Si basa sul lavoro teatrale Crime di John B. Hymer e Samuel Shipman, messo in scena a Broadway dal febbraio all'agosto 1927 all'Eltinge 42nd Street Theatre.

## Trama
Annabelle e Tommy vengono derubati da una gang guidata da Gene Fenmore, un ladro che adotta un codice morale per i suoi affiliati, prendendo di mira come vittime dei suoi furti solo imprenditori disonesti e proibendo qualsiasi violenza. Avendo riconosciuto uno dei ladri, il giovane Rocky, Tommy cerca di derubarlo a sua volta, contando sull'aiuto della fidanzata. Ma i due vengono scoperti e Gene decide di dar loro un lavoro onesto. Contravvenendo agli ordini di Gene, la coppia - convinta da Rocky, che cerca di scalzare il suo capo di cui non condivide gli scrupoli - prende parte a una rapina. La cosa finisce però molto male: Rocky uccide il proprietario del negozio, riuscendo però ad addossare la colpa dell'omicidio su Tommy e Annabelle. I due vengono arrestati e Gene, sentendosi responsabile per quello che è successo, organizza un incontro con la polizia, durante il quale confessa - anche se non è vero - di aver pianificato lui la rapina: nella confusione che ne segue, Rocky rimane ucciso. Arrestato, Fenmore viene portato via.

## Produzione
Il film fu prodotto dalla RKO Radio Pictures.

## Distribuzione
Il copyright del film, richiesto dalla RKO, fu registrato il 15 ottobre 1930 con il numero LP1677.
Distribuito dalla RKO Radio Pictures, uscì nelle sale cinematografiche USA il 15 ottobre 1930.